# Pseudopilanus crassifemoratus
Pseudopilanus crassifemoratus är en spindeldjursart som beskrevs av Volker Mahnert 1985. Pseudopilanus crassifemoratus ingår i släktet Pseudopilanus och familjen blindklokrypare. Inga underarter finns listade i Catalogue of Life.